# Konceptualizacja
Konceptualizacja – proces tworzenia pojęć na podstawie ogólnej wiedzy o świecie poprzez ustalenie problematyki oraz definicję danego słowa. W języku angielskim i francuskim, odróżnia się notion – pojęcie przed-teoretyczne, i concept – pojęcie, które zostało steoretyzowane; konceptualizacja to proces mający miejsce między tymi dwiema fazami.
W filozofii konceptualizacja ma na celu sprecyzowanie abstrakcyjnego pojęcia, które stać się ma jednoznacznym narzędziem w dyskusjach. Konceptualizacja wpisuje też omawiane słowo w konkretny kadr referencyjny (np. teorię naukową), w którym otrzymuje ono swój sens. Pod koniec XIX wieku i na początku XX, filozofowie tacy jak Gottlob Frege, Bertrand Russell czy też członkowie Koła Wiedeńskiego, widzieli w konceptualizacji środek do stworzenia „języka idealnego”, pozbawionego kłopotliwych wieloznaczności. Wpisywał się w ten nurt. tzw. logicyzm, oraz projekt stworzenia uniwersalnego języka nauk ścisłych (zob. Otto Neurath).
Projekty te krytykowane były przez filozofów „języka potocznego” (ordinary language), m.in. późnego Wittgensteina czy J.L. Austina. Uważali oni, że język codzienny dobrze spełnia swoje zadania komunikacyjne i to bez ewentualnej reformy, natomiast język nauki jest o wiele mniej abstrakcyjny i uniwersalny, niż wydawało się wcześniejszym filozofom.